# Энентарзи
Энентарзи — правитель (энси) шумерского государства Лагаш, правил приблизительно в 2334 — 2328 годах до н. э., из I династии Лагаша.
Преемник на должности и, вероятно, сын Дуду. При каких обстоятельствах верховный жрец-санга Нингирсу Энентарзи стал энси неизвестно.
Заняв престол, Энентарзи соединил правительские земли с землями храмов бога Нингирсу, его супруги богини Бабы и их детей — богов Игалима и Шульшагана, а также возможно и землями богини Гатумдуг. Таким образом, в фактической собственности правителя и его семьи оказалось более половины всей земли Лагаша. Многие жрецы были смещены, а администрация храмовых земель перешла в руки слуг правителя, зависимых от него. Люди Энентарзи стали взимать различные поборы и с мелких жрецов, и с зависимых от храма лиц.
Одновременно, надо полагать, ухудшилось положение и общинников; есть смутные известия, что они были в долгах у знати, имеются документы о продаже родителями своих детей из-за обнищания. Все вызвало недовольство самых различные слоев населения, вылившееся в восстание при его преемнике Лугальанде.
Во время правления Энентарзи Луэн, жрец богини Нинмар из города Э-Нинмар, со своей дружиной отразил набег 600 воинов эламитов.
Правил Энентарзи 6 лет.